# Йоанна Пясецька
Йоанна Агнєшка Пясецька (пол. Joanna Agnieszka Piasecka, до шлюбу Урбанська (пол. Urbańska); нар. 24 травня 1971, Лодзь) — польська дзюдоїстка і борчиня вільного стилю, чемпіонка світу, бронзова призерка чемпіонату Європи з вільної боротьби.

## Життєпис
Спочатку Йоанна Урбанська займалася дзюдо. У 1987 році вона стала срібною призеркою чемпіонату Європи у вазі до 52 кг, а через рік на цих же змаганнях здобула чемпіонський титул. Вона також виграла чемпіонат Польщі серед дорослих в 1992 році, здобула срібну медаль у 1996 році та бронзові нагороди в 1987, 1988, 1989, 1991 та 1995 роках.
Боротьбою почала займатися з 1995 року.
Виступала за спортивний клуб Палацу молоді, Лодзь. Тренер — Анджей Блевацка. Чемпіонка Польщі 1996, 1997 та 2004 років. Бронзова призерка чемпіонату 2004 року.
У 2004 році вона завершила виступи на борцівському килимі, не зумівши пробитись через кваліфікаційні турніри до Олімпіади в Афінах, де вперше мали проводитися змагання з жіночої боротьби.

## Спортивні результати на міжнародних змаганнях

### Виступи на Чемпіонатах світу
| Змагання                        | Збірна | Вагова категорія          | Місце  |
| ------------------------------- | ------ | ------------------------- | ------ |
| Чемпіонат світу з боротьби 1996 | Польща | жіноча боротьба, до 50 кг | 8      |
| Чемпіонат світу з боротьби 1997 | Польща | жіноча боротьба, до 51 кг | Золото |

### Виступи на Чемпіонатах Європи
| Змагання                         | Збірна | Вагова категорія          | Місце  |
| -------------------------------- | ------ | ------------------------- | ------ |
| Чемпіонат Європи з боротьби 1996 | Польща | жіноча боротьба, до 50 кг | Бронза |
| Чемпіонат Європи з боротьби 1997 | Польща | жіноча боротьба, до 51 кг | 5      |

### Виступи на інших змаганнях
| Змагання                                                     | Збірна | Вагова категорія          | Місце |
| ------------------------------------------------------------ | ------ | ------------------------- | ----- |
| Олімпійський кваліфікаційний турнір з боротьби 2004 (Туніс)  | Польща | жіноча боротьба, до 48 кг | 10    |
| Олімпійський кваліфікаційний турнір з боротьби 2004 (Мадрид) | Польща | жіноча боротьба, до 48 кг | 25    |